# Вентейль
Вентейль (фр. Vinteuil)) — один из основных персонажей цикла романов Марселя Пруста «В поисках утраченного времени» (далее — «Поиски»), вымышленный композитор.

## Вентейль в «Поисках»
Вентейль — композитор, чьи сочинения произвели «большое впечатление на самых передовых композиторов», и одновременно, безвестный провинциальный преподаватель музыки (обучал фортепиано сестёр бабушки Рассказчика в Комбре). В год знакомства с Одеттой Шарль Сван был очарован «короткой фразой» из сонаты Вентейля (Анданте сонаты Фа диез мажор для фортепиано и скрипки), однако не допускал и мысли, что её автор — тот самый преподаватель музыки по фамилии Вентейль, которого он встречал в Комбре. На восклицание г-жи Вердюрен «Может быть, это он и есть!», Сван со смехом отвечал: «О нет! Если бы вы только взглянули на него, вы бы не задали мне такого вопроса… Может быть, это его родственник. Печально, конечно, хотя, впрочем, может же гений доводиться двоюродным братом старому дураку».
Безутешный вдовец, получивший наследство и поселившийся вместе с дочерью в усадьбе Монжувен неподалёку от Комбре, Вентейль был строг по отношению ко всем другим, но дочери позволял делать всё, что она хочет, и даже унижать себя, в особенности, после того, как в их доме поселилась её старшая подруга. В семье Рассказчика знали, что он «что у него одна-единственная цель в жизни: счастье дочери, что он проводит все дни на могиле жены, — нетрудно было догадаться, что он вскоре умрёт от горя и что до него не могут не доходить толки. Он знал, что говорят, и, может быть, даже верил слухам… Но то, что Вентейль, может статься, был осведомлён о поведении дочери, не мешало ему по-прежнему боготворить её». Через несколько лет Вентейль умер, и юный Рассказчик оказался невольным свидетелем того, как, будучи в трауре по отцу, его дочь вместе со своей подругой-любовницей надругалась над его памятью.
Спустя годы после смерти Вентейля уже взрослый Рассказчик отмечает растущую славу композитора, связанную с исполнением его сочинений у Вердюренов: «Салон Вердюренов называли Храмом Музыки… Утверждали, что Вентейль именно там находит источник вдохновения и поддержку. Соната Вентейля была всё ещё совершенно не понята и почти никому не известна, но о нём самом говорили как о величайшем композиторе современности, и его имя было окружено ореолом славы. Среди молодых людей из Сен-Жерменского предместья, пришедших к убеждению, что они должны быть не менее образованны, чем буржуа, трое учились музыке, и вот они считали сонату Вентейля верхом совершенства». На одном из музыкальных вечеров у Вердюренов был исполнен Септет Вентейля. Присутствовавший на вечере Рассказчик сообщает, что композитор, по слухам, «оставил после себя только Сонату, а всё остальное было записано им на клочках и не поддавалось прочтению». Но затем поясняет: «Нет, всё-таки поддалось благодаря усидчивости, уму и благоговению перед покойным композитором единственного человека, который довольно долго общался с Вентейлем, изучил его приемы и мог догадаться, чего он добивается от оркестра: я имею в виду подругу мадмуазель Вентейль… Подругу мадмуазель Вентейль порой мучила мысль, что, может быть, она ускорила кончину музыканта. Но, в течение нескольких лет разбирая закорючки Вентейля, устанавливая единственно верное прочтение его загадочных иероглифов, она, омрачившая последние годы жизни композитора, могла утешить себя тем, что зато он обязан ей неувядаемой своею славой».

## Музыка Вентейля и её прообразы
В текстах «Поисков» музыкальные произведения Вентейля подробно описываются в восприятии Шарля Свана, Рассказчика и некоторых других персонажей. Фрагменты Сонаты и Септета Вентейля, переложенные Прустом на язык литературных образов, вызывали неоднократные вопросы о прообразах этих музыкальных сочинений. В переписке писателя даются некоторые ответы на эти вопросы, в частности, в письме Марселя Пруста — Рюбо Газалу: «Анданте сонаты для фортепиано и скрипки Вентейля — это сложный синтез на основе пастиччо из многих композиторов, таких, как Вагнер, Франк, Шуберт и Форе. В то же время, правда и то, что я признался в 1918 году Жаку де Лакретелю, что „короткая фраза“ из Сонаты Вентейля на самом деле „очаровательная, но, в конечном счёте, посредственная фраза из скрипичной сонаты Сен-Санса, музыканта, которого я не люблю“». Музыковед Александр Майкапар, пытаясь уточнить «ингредиенты этого пастиччо», высказывает предположение, что «тремоло, с которого начинается „короткая музыкальная фраза“ — „из-под зыбей выдержанных скрипичных тремоло, трепетный покров которых простирался над ней двумя октавами выше…“ — было навеяно вступлением к „Лоэнгрину“ Вагнера», а также указывает на «Балладу для фортепиано с оркестром (1881) Габриэля Форе. В её первой части — Andante cantabile — медленно выплывает мягкая изменчивая фраза, по характеру очень похожая на ту, которую описывает здесь Пруст. И, наконец, привлекает внимание явный акцент Пруста на „водную стихию“ описываемой музыки (впечатление Свана о впервые услышанном произведении)… Это позволило увидеть в этой музыке в качестве её прообраза „Море“ Дебюсси (три симфонических эскиза)». Высказывалось предположение, что одним из прообразов сонаты Вентейля является скрипичная соната Сезара Франка.
В качестве прообраза Септета Вентейля Майкапар указывает на фортепианный Квинтет С. Франка. Говоря о тематике септета Вентейля, Андре Моруа отмечает, что в нём, как и в «необъятной симфонии» Пруста, «сталкиваются две темы: разрушительного Времени и спасительного Воспоминания». По словам Моруа, Вентейль — «это художник, каким Пруст хотел бы быть сам, и каким, по существу, был, расточая черта за чертой, мазок за мазком, неведомые краски бесценной вселенной. Зов Септета для Рассказчика — это доказательство существования чего-то иного, способного осуществиться через искусство, нежели пустота, которую он нашёл в удовольствиях и в любви».

## В экранизациях
- Жан Оранш — «Любовь Свана» Фолькера Шлёндорфа (1984)